# Sven Hamrefors
Sven Erik Johan Hamrefors, född 18 februari 1951, är en svensk forskare inom innovation, kommunikation och affärsskapande. Han utsågs 2007 till professor i innovation vid Mälardalens högskola. Hamrefors forskade på Handelshögskolan i Stockholm och doktorerade 1999 i organisationsteori. Han har även examina i beteendevetenskap och juridik.
Hamrefors tog 1996 initiativet till utbildningsverksamheten Stockholm School of Entrepreneurship (SSES), som är ett utbildningskoncept i entreprenörskap och ett samarbete mellan Handelshögskolan i Stockholm, Kungliga Tekniska högskolan, Karolinska institutet, Konstfack och Stockholms universitet.
Sedan 1997 leder Hamrefors utbildningsprogrammet Communication Executives Program (CEP), som arrangeras av IFL vid Handelshögskolan i Stockholm och Sveriges Informationsförening.
Hamrefors är ofta engagerad som föreläsare i svenskt näringsliv och vid akademiska institutioner i Sverige och internationellt.